# 珀玕乡
珀玕乡，是中华人民共和国江西省抚州市东乡区下辖的一个乡镇级行政单位。

## 行政区划
珀玕乡下辖以下地区：
珀玕村、莲塘村、大部村、优胜村、仙基村、北庄村和笔村。